# Габровник
Габровник (на македонска литературна норма: Габровник) е село в Северна Македония, част от Община Чашка.

## География
Селото е разположено в областта Азот западно от град Велес, по южните склонове на планината Мокра.

## История
В XIX век Габровник е изцяло българско село във Велешка кааза на Османската империя. Църквата „Свети Никола“ е от XVII век и има ценни стенописи. В „Етнография на вилаетите Адрианопол, Монастир и Салоника“, издадена в Константинопол в 1878 година и отразяваща статистиката на населението от 1873 година, Габровник (Gabrovnik) е посочено като село с 26 домакинства и 116 жители българи. Според статистиката на Васил Кънчов („Македония. Етнография и статистика“) в края на XIX век Габровикъ има 225 жители, всички българи християни.
Според секретен доклад на българското консулство в Скопие 12 от 31 къщи в селото през 1901 година признават Цариградската патриаршия. Според митрополит Поликарп Дебърски и Велешки в 1904 година в Габровник има 13 сръбски къщи. Според статистиката на секретаря на Българската екзархия Димитър Мишев („La Macédoine et sa Population Chrétienne“) в 1905 година в Габровник (Gabrovnik) живеят 152 българи екзархисти и 96 българи патриаршисти сърбомани.
След Междусъюзническата война в 1913 година селото попада в Сърбия.
На етническата си карта от 1927 година Леонард Шулце Йена показва Габровник (Gabrovnik) като наскоро посърбено българско село.